# Jusan-myeon, Boryeong
Jusan-myeon (koreanska: 주산면)  är en socken i Sydkorea.  Den ligger i kommunen Boryeong i provinsen Södra Chungcheong, i den centrala delen av landet, 160 km söder om huvudstaden Seoul.